# Agostino Baglione
Agostino Baglione (Alessandria, ... – Alessandria, 20 giugno 1571) è stato un vescovo cattolico italiano.

## Biografia
Agostino Baglione patrizio alessandrino, figlio del fisico Marco e di Maria Varzi, che viene da Baglione nominata nel suo testamento, fece parte del collegio dei medici di Alessandria. Definito dallo storico Guglielmo Schiavina vir bonus & doctus, venne nominato abate di Barletta da papa Pio V nel 1568 prima della nomina a vescovo di Alessandria l'anno successivo, nel 1569. Prese poi possesso della diocesi il 30 novembre dello stesso anno.
In una cronaca di suor Cecilia Della Valle di lui scrisse: comecché uomo si fosse dotto molto, e molto divoto, e spirituale, non era troppo al proposito per fare l'ufficio di vescovo, e non appagò l'aspettativa.
Fu sepolto nella chiesa parrocchiale di santa Maria dell'Olmo in Alessandria in seguito demolita.